# PGC 39370
LEDA/PGC 39370 ist eine elliptische Zwerggalaxie vom Hubble-Typ dE4 im Sternbild Jungfrau auf der Ekliptik. Sie ist schätzungsweise 90 Millionen Lichtjahre von der Milchstraße entfernt. Unter der Katalognummer VVC 215 wird sie als Mitglied des Virgo-Galaxienhaufens gelistet.

Im selben Himmelsareal befinden sich u. a. die Galaxien IC 3099, IC 3100, IC 3101, IC 3105.